# Michaëla Watteaux
Michaëla Watteaux est une réalisatrice, scénariste et auteure française, née à Stockholm (Suède) le 22 juin 1954.

## Biographie
Après une scolarité au Lycée Jean de-La-Fontaine et des études à l'École supérieure d'arts graphiques Penninghen, Michaëla Watteaux est reçue au concours de l'IDHEC (28e promotion). Au début des années 1970, elle collabore au collectif H Lights, composé de Jean-Jacques Birgé, Philippe Danton, Thierry Dehesdin, Antoine Guerreiro et Luc Barnier, inventant les images projetées lors de concerts (Gong, Red Noise, Dagon…) et de spectacles d'avant-garde.
À la sortie de l'IDHEC, elle travaille d'abord comme assistante à la réalisation puis comme chef monteuse et directrice de production chez Hamster Productions notamment. Elle écrit et réalise ensuite des documentaires tels qu'Un ticket de métro pour la Chine, Il était une fois le maoïsme et Et BB créa la femme. Entre-temps, son court métrage Les Deux Cervelles est présenté au Festival de Cannes.
Avec Un ballon dans la tête, elle signe sa première fiction pour la télévision. Suivent plusieurs téléfilms, diffusés sur TF1 et France Télévisions parmi lesquels Féminin masculine qui traite du plafond de verre des postes de direction pour les femmes, Pour mon fils qui évoque la maltraitance, La Nuit des hulottes pour lequel elle est nommée au 7 d'or de la meilleure réalisation, Un impossible amour qui a pour thème central les amours cachées des prêtres, La Petite Fadette, adapté de George Sand, la saga estivale Les Secrets du volcan ou encore le polar Entre deux eaux.
En 2018, elle publie chez City Éditions le roman policier Dark Web sous le pseudonyme de Mia Leksson, un ouvrage précédemment édité sous forme numérique chez Librinova sous le titre Écrans meurtriers.
En 2020, son deuxième roman Obsession est publié chez City Éditions. Ce thriller prend pour point de départ une affaire non-élucidée de disparition d'enfant.
En 2022, son troisième roman, Memento Mori publié chez City Éditions sous le pseudonyme Mia Leksson, prend pour sujet le harcèlement scolaire et les violences faites aux femmes.
En 2025, Shell Shock publié chez Black Lab est une plongée dans le Paris des années folles où se croisent artistes et rescapés de la Grande Guerre. Un inspecteur de police cocaïnomane traque un tueur en série qui s'attaque aux téléphonistes de Gutenberg, organisant leur première grève.  
Michaëla Watteaux a enseigné les techniques du scénario et de la réalisation à l'IDHEC puis la Fémis, au CEEA, au Cifap (Cifacom) et à l'ESRA Paris.

## Filmographie

### Comme réalisatrice
- 1986 : Un ticket de métro pour la Chine (TV) (documentaire), 52 min
- 1988 : Les Deux Cervelles (court métrage), 12 min
- 1992 : Un ballon dans la tête (TV), 90 min
- 1994 : Un amour aveugle (TV), 90 min
- 1994 : Il était une fois le maoïsme (TV) (documentaire), 52 min
- 1995 : Les Yeux neufs de l'Arménie (TV) 52 min (documentaire)
- 1996 : Et BB créa la femme (TV) (documentaire), 52 min
- 1996 : La Femme traquée (TV), 90 min
- 1997 : Féminin masculine (TV), 90 min
- 1998 : La Fugue en mineure (TV), épisode de la série télévisée Le Bahut, 52 min
- 1998 : Suicide d'un adolescent (TV), épisode de la série télévisée Le Bahut, 52 min
- 1998 : Pour mon fils (TV), 90 min
- 1998 : Une grosse bouchée d'amour (TV) 90 min
- 1999 : Brigade des mineurs (TV), 90 min
- 1999 : La Nuit des hulottes (TV), 90 min
- 1999 : Un impossible amour (TV), 90 min
- 2000 : L'Amour sur un fil (TV), 90 min
- 2000 : L'Enfant des buissons (TV), épisode de la série télévisée Chère Marianne, 90 min
- 2001 : Vive le prof Fred (TV), épisode de la série télévisée  Fred et son orchestre, 90 min
- 2002 : Le Secret de Laure (TV), épisode de la série télévisée  Fred et son orchestre,, 90 min
- 2003 : Roméo et Juliette (TV), épisode de la série télévisée Fred et son orchestre 90 min
- 2003 : Le Chien de Charlotte (TV), épisode de la série télévisée Les Cordier, juge et flic, 90 min
- 2004 : La Petite Fadette (TV), 90 min
- 2006 : Du goût et des couleurs (TV), 90 min
- 2006 : Les Secrets du volcan (feuilleton TV), 4 fois 90 min
- 2008 : Comprend rien aux femmes (TV), 60 min
- 2009 : Entre deux eaux (TV), 100 min
- 2011 : Plus belle la vie (TV), réalisation d'épisodes
- 2012 : Plus belle la vie (TV), réalisation d'épisodes

### Comme scénariste
- 1983 : Paris Clin d'Œil (TV) (série documentaire) coécrite avec Pierre Baudry
- 1986 : Un ticket de métro pour la Chine (TV) (documentaire) coécrit avec Marie Holzman
- 1988 : Les Deux Cervelles (court métrage) coécrit avec Pierre Baudry
- 1992 : Un ballon dans la tête (TV) coécrit avec Carlos Saboga
- 1994 : Un amour aveugle (TV)
- 1995 : Les Yeux neufs de l'Arménie (TV) (documentaire) coécrit avec Ursula Gauthier
- 1996 : Et BB créa la femme (TV) (documentaire) coécrit avec Ursula Gauthier
- 1997 : Féminin masculine (TV) coécrit avec Catherine Moinot
- 1998 : Une grosse bouchée d'amour (TV) coécrit avec Catherine Moinot
- 1999 : Brigade des mineurs (TV) coécrit avec Catherine Moinot
- 1999 : La Nuit des hulottes (TV) adaptation avec Catherine Moinot du roman homonyme de Gilbert Bordes
- 2000 : L'Amour sur un fil (TV) coécrit avec Catherine Moinot
- 2000  : Un patron sur mesure (TV) coécrit avec Valentine Albin
- 2002 : Le Secret de Laure (TV), épisode de la série télévisée  Fred et son orchestre coécrit avec Laurent Tirard et Florence Philipponat
- 2003 : Roméo et Juliette (TV), épisode de la série télévisée Fred et son orchestre coécrit avec Laurent Tirard
- 2005 : Cordier et le Crime parfait (TV), épisode de la série télévisée Commissaire Cordier coécrit avec Gérard Lecas
- 2009 : Entre deux eaux (TV)
- 2009 : Les Demoiselles du téléphone (TV) coécrit avec Catherine Moinot

### Comme productrice
- 1983 : Paris Clin d'Œil (TV) coécrit avec Pierre Baudry
- 1984 : Bonjour Guignol (série pour les enfants) (TV)

### Comme auteure
- 2017 : Dark Web (roman policier), sous le pseudonyme de Mia Leksson (City Éditions)
- 2020 : Obsession (thriller, City Éditions)
- 2022 : Memento Mori (thriller, City Éditions)
- 2025 : Shell shock (roman policier historique, Black Lab)